# 大平喜信 (政治家)
大平 喜信（おおひら よしのぶ、1978年2月28日 - ）は、日本の政治家。日本共産党所属の元衆議院議員（1期）。

## 略歴
1978年2月28日、広島県広島市に生まれる。広島市立南観音小学校、広島市立観音中学校、広島市立舟入高等学校、広島大学学校教育学部小学校教員養成課程（家庭科専攻）卒業。卒業後は日本民主青年同盟中央常任委員・広島県委員長や機関紙「われら高校生」編集長等を務める。
2012年の第46回衆議院議員総選挙に比例中国ブロック単独で出馬するも落選。
2014年の第47回衆議院議員総選挙に比例中国ブロック単独で出馬し、初当選。日本共産党が比例中国ブロックで議席を得るのは2000年の第42回衆議院議員総選挙にて当選した中林佳子以来14年ぶりである。
2017年の第48回衆議院議員総選挙に比例中国ブロック単独で出馬したが落選。
2021年の第49回衆議院議員総選挙に比例中国ブロック単独で出馬したが落選。
2024年の第50回衆議院議員総選挙に比例中国ブロック単独で出馬したが落選。

## 政策・主張
- 「平和を願うヒロシマの心を国会へ」をモットーに「核兵器のない社会を」「戦争する国づくりは許さない」「憲法を守り生かす」の実現[5]。
- 安心できる教育環境を作り[5]。
- アベノミクスを評価しない[6]。
- 原発は日本に必要ない[6]。
- ヘイトスピーチを法律で規制することに賛成[6]。
- 靖国神社に首相は参拝すべきでない[6]。
- 村山談話と河野談話は引き継ぐべきだ[6]。
- 受動喫煙防止を目的に飲食店等の建物内を原則禁煙とする健康増進法改正に賛成[7]。

## 所属議員連盟
- 子どもの貧困対策推進議員連盟[8]